# الأدفوي
الأدفوي (685 هـ-1286م - 748 هـ -1347م). هو كمال الدين جعفر بن ثعلب الأُدفُوي المؤرخ الأديب الفقيه الشافعي.

## مولد الإدفوي
ولد في إدفو بصعيد مصر في شعبان سنة (685 هجرية-1286م)، ودرس في قوص التي كانت تعد أكبر مدرسة إسلامية في صعيد مصر، تحاكي مدارس القاهرة وبقية العالم الإسلامي، ثم انتقل الأدفوي إلى القاهرة ليتلقى العلم على أيدي كثير من العلماء المشايخ بالمدرسة الصالحية التي أنشأها الملك الصالح نجم الدين أيوب، حيث كانت القاهرة قبلة لعلماء المشرق والمغرب.

## أهم شيوخه
- أبو حيان أثير بن يوسف الغرناطي.
- تاج الدين الدشناوي.
- أحمد بن محمد القرطبي.
- سراج الدين الأرمنتي.
- شهاب الدين علي الإسنائي.
- شمس الدين بن القماح.
- بدر الدين بن جماعة.
- علاء الدين الباجي.

وغيرهم.

## مؤلفاته
- «فرائد الفوائد ومقاصد القواعد» في علم الفرائض. وهو علم المواريث.
- «البدر السافر عن أ ُنس المسافر»، ذكره حاجي خليفة في كشف الظنون، ومنه نسخة في مكتبة فيينا، ومنه نسخة أخرى الجزء الأول منها في الفاتيكان، ونسخة ثالثة الجزء الثاني منها في مكتبة فاتح في استانبول، ومركز الماجد للتراث بدبى بالإمارات العربية. وتم طبع المخطوط (الجزء الأول) في كتاب من دراسة وتحقيق: الباحث د.محمد فتحى محمد فوزى وتم طبع الجزء الثاني للباحث نفسه (طالع الرابط التالى وحمل الجزء الثاني )
- «الإمتاع في أحكام السماع»، ذكره حاجي خليفة في كشف الظنون، ولخصه أبو حامد المقدسي، وسماه «تشنيف الأسماع»، والكتاب يبحث في صنوف الغناء من حيث جوازه وتحريمه، وفي آلات العزف والضرب، ومنه نسخة في دار الكتب المصرية وأخرى في مكتبة الأزهر.
- "الطالع السعيد الجامع أسماء نجباء الصعيد"، وهو آخر مؤلفاته، وفيه يشير إلى كتبه الأخرى التي ألفها.
- المقامة اللبانية.
- الموفى بمعرفة أهل التصوف والصوفى حمل الكتاب من ذلك الموقع ].
- أشعار الإدفوى (الغررالمأثورة والدرر المنظومة المشهورة)
- كشف القناع

## وفاته
عاش الأدفوي في القاهرة واتخذ المدرسة الصالحية سكناً له، حتى توفاه الله بعد عودته من الحج سنة 748 هـ.